# Espuma viscoelástica

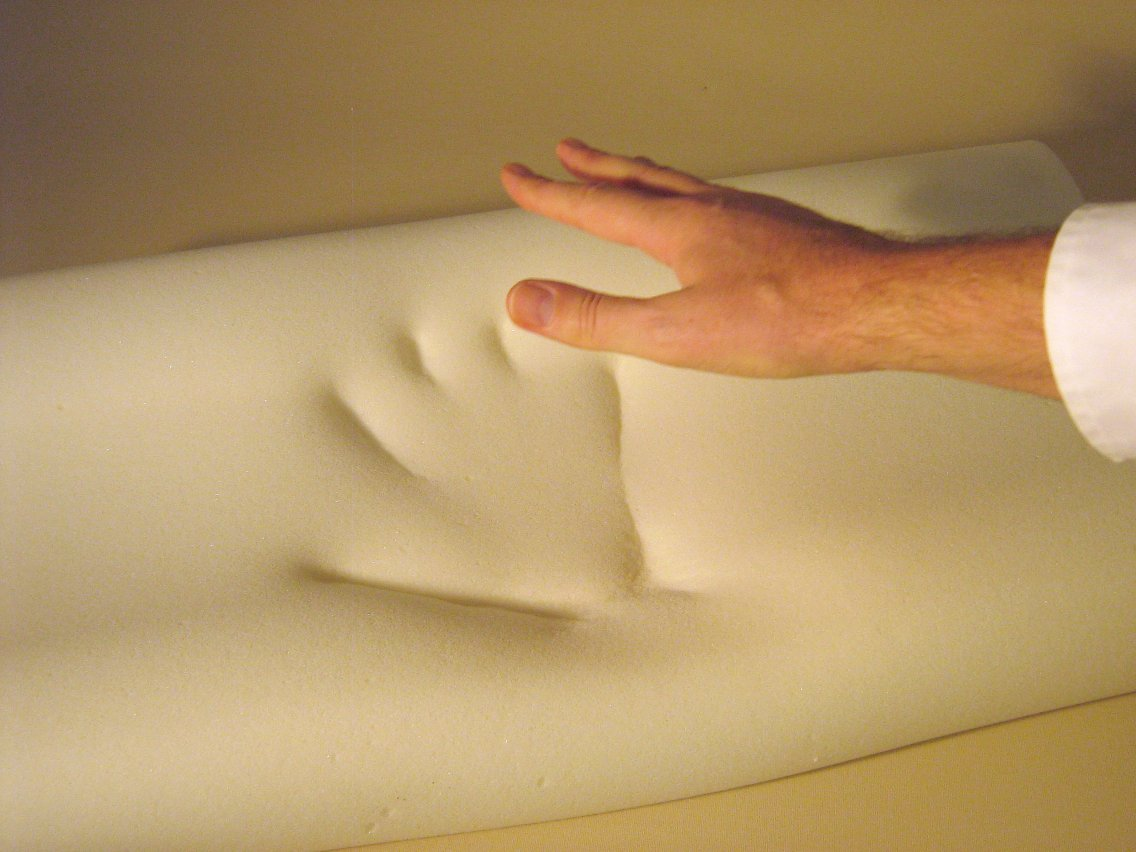
Espuma viscoelástica rápida.

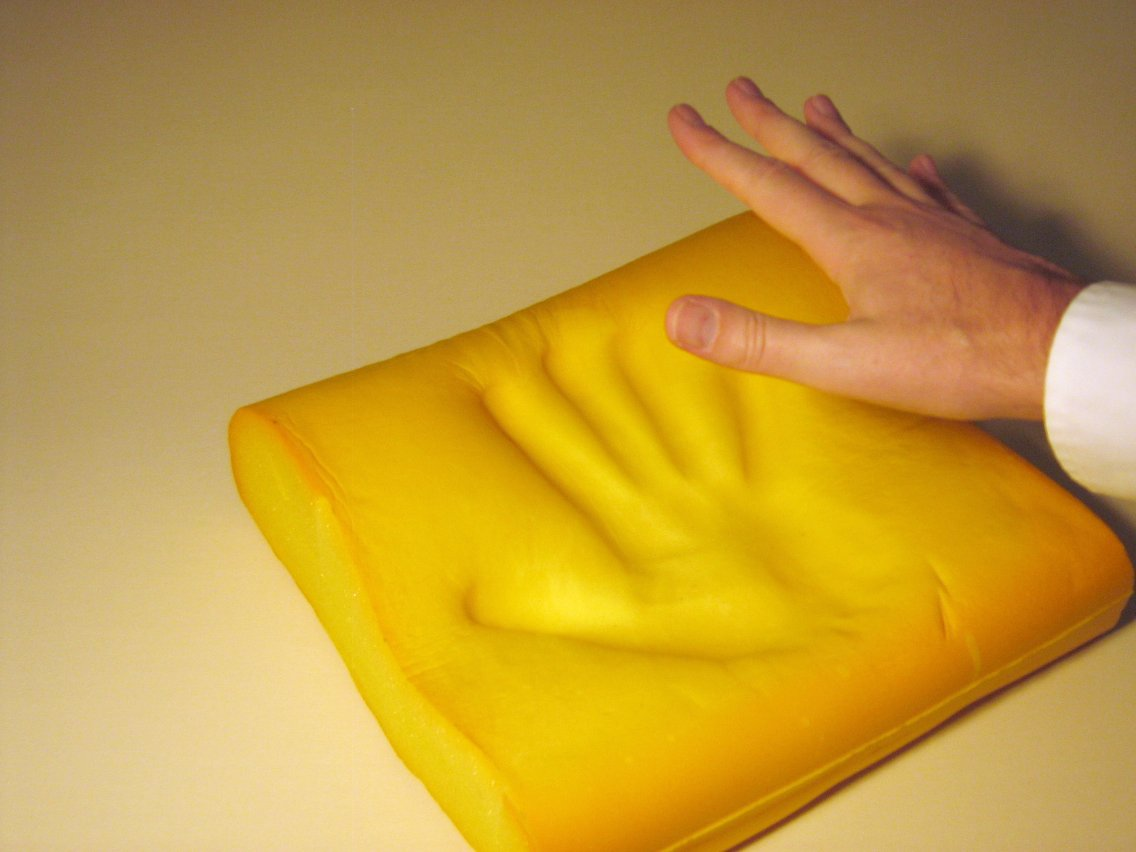
Espuma viscoelástica lenta.

La espuma viscoelástica, también conocida como espuma con memoria, es una espuma de poliuretano. Es básicamente igual que un hule espuma, solamente que algunos productos químicos que se utilizan en su fabricación son un poco diferentes y logran la propiedad de «memoria» que tiene este cola material. 
Esta espuma se comporta de diferente manera dependiendo de la temperatura a la que esté. Cuando está fría, es más dura y cuando está caliente se vuelve más suave. Esta espuma se adapta a la forma del cuerpo, disipando muy bien la presión, lo que hace que se emplee para distintas aplicaciones médicas y de descanso.

## Historia
La espuma viscoelástica o con memoria fue originalmente creada para la NASA en el NASA Ames Research Center. Aunque nunca se usó en el programa espacial, sí se utilizó para que los asientos de aviones fueran más confortables y seguros para los pasajeros y pilotos. Posteriormente, se empezó a emplear en aplicaciones médicas, como para pacientes que tenían que estar en cama por periodos de tiempo muy largos y sin moverse, como paralíticos, o pacientes en terapia intensiva, y que desarrollan úlceras o llagas de presión e incluso gangrena. Los colchones de viscoelástica fueron muy útiles para que esto dejara de producirse.
Inicialmente, este material era muy caro, pero décadas más tarde se logró optimizar la producción y se han desarrollado productos que, aunque todavía exclusivos, están al alcance de todos, como colchones, almohadas, cojines, cascos, etc.

## Propiedades

### Presión
Una de las propiedades que tiene este material es que disipa la presión del cuerpo de manera uniforme en toda su superficie. Esto consigue que el cuerpo, al estar acostado, no tenga puntos en los que la presión sea muy alta (cabeza, hombros, cadera), sino que el material se amolde a todo el cuerpo y disipe la presión de manera uniforme.
Este material se usa principalmente para hacer almohadas y colchones. Estos productos vienen en diferentes densidades y niveles de firmeza.

### Densidad
La densidad es una medida de cuánto material hay en un cierto volumen.
Si se toman dos almohadas del mismo tamaño y de igual forma, pero que pesen diferente, esto será porque sus densidades son distintas. El rango de densidad para este tipo de productos es de 40 hasta 90 kg/m³. Se considera de alta densidad a partir de los 75 kg/m³.
Los colchones y almohadas de alta densidad tienen más material que los de baja densidad. Se dice que los productos de alta densidad duran más y se deforman menos, y que además brindan un mejor soporte, pero suelen ser más costosos.

### Niveles de firmeza
Esta espuma puede ser producida para ser más suave o más firme. Para poder medir esto se usa una medida llamada IFD (Indentation Force Deflection). Esta medida se obtiene al medir la fuerza en libras que se necesita para hundir un disco de 8 pulgadas de diámetro en una pequeña placa de 15 x 15 x 4 pulgadas. El rango de firmeza de la viscoelástica va desde 10 (muy suave) hasta 16 (muy firme). Las almohadas tienden a ser más suaves (11 a 14) que los colchones (12 a 16).

### Temperatura
La espuma viscoelástica es termosensible, esto es, con temperaturas altas el material se vuelve más suave, mientras que con temperaturas bajas se vuelve más firme. Esto hace que alrededor de la cabeza (donde la temperatura es más alta) la almohada sea suave y cómoda, mientras que en el resto de la almohada (donde la temperatura es más fría) ofrece mayor soporte. Cabe destacar a su vez que es un material atérmico, por lo que no transmite calor ni frío al contacto.